# Pfarrkirche Roitham am Traunfall

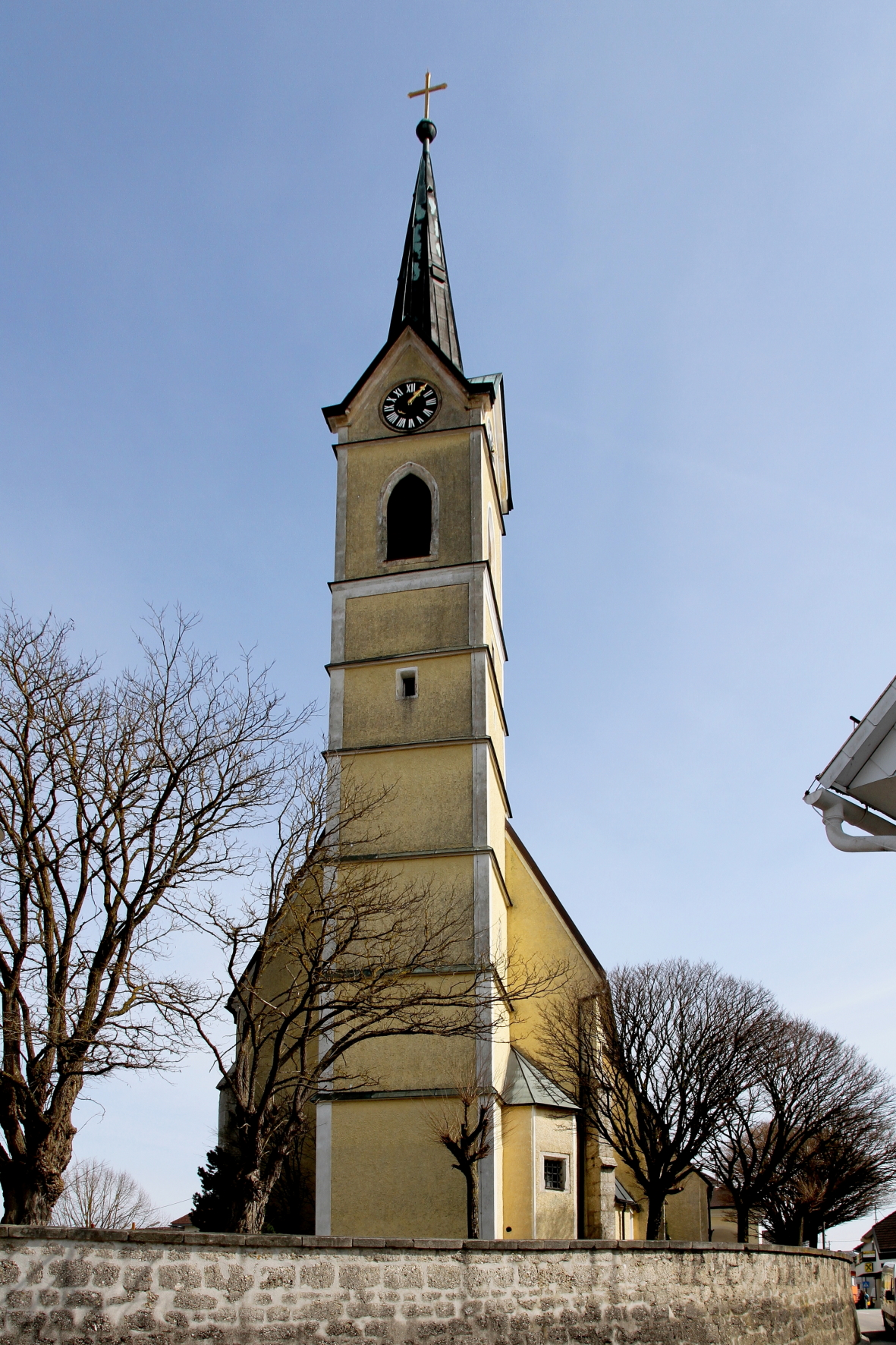
Kath. Pfarrkirche hl. Jakobus der Ältere in Roitham

Die römisch-katholische Pfarrkirche Roitham am Traunfall steht in der Gemeinde Roitham am Traunfall im Bezirk Gmunden in Oberösterreich. Sie ist dem heiligen Jakobus geweiht und gehört zum Dekanat Gmunden in der Diözese Linz. Das Bauwerk steht unter Denkmalschutz.

## Geschichte
Die Kirche wird 1350 erstmals urkundlich erwähnt.

## Kirchenbau
Kirchenäußeres

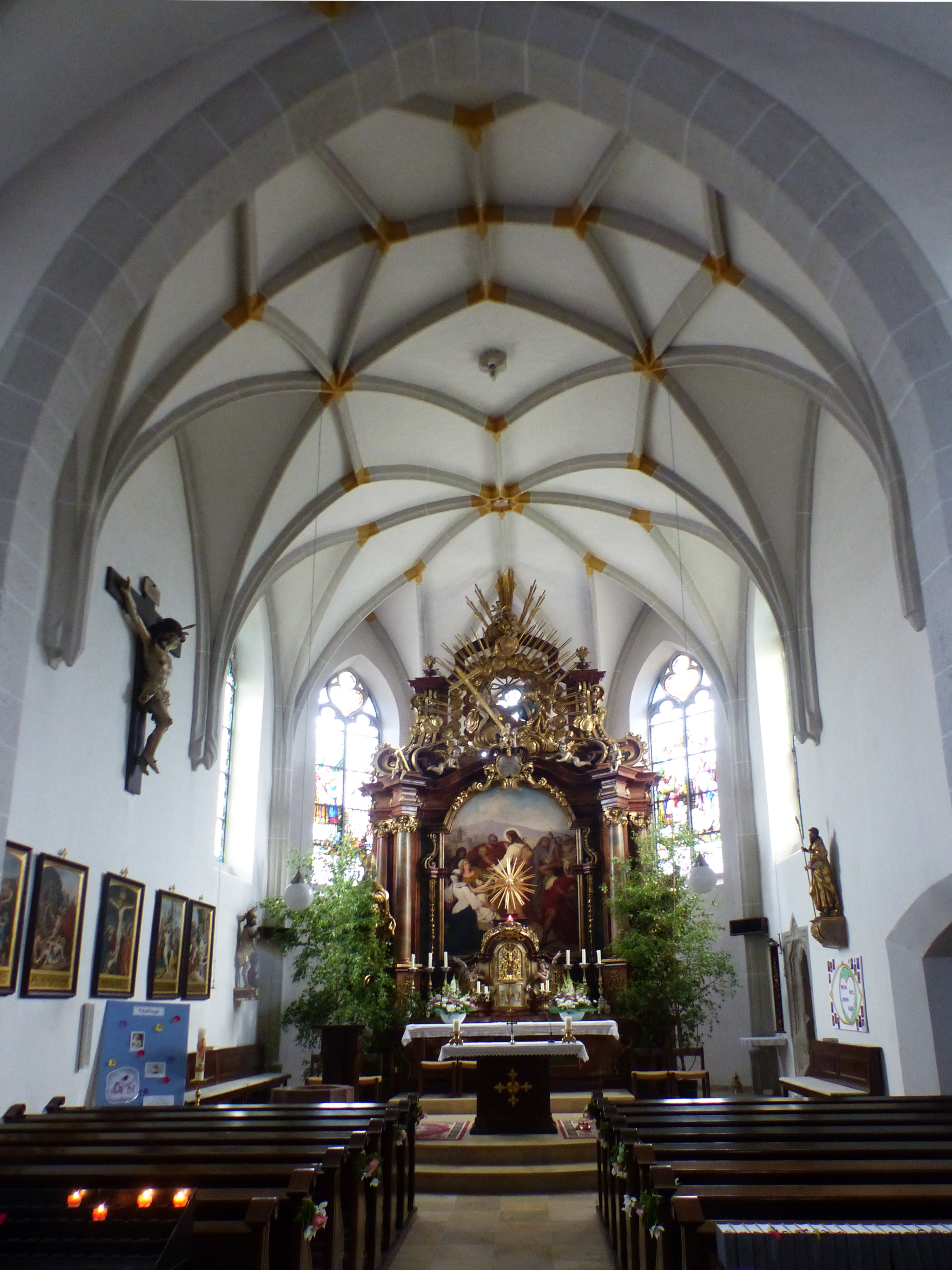
Innenraum, Blick zum Chor

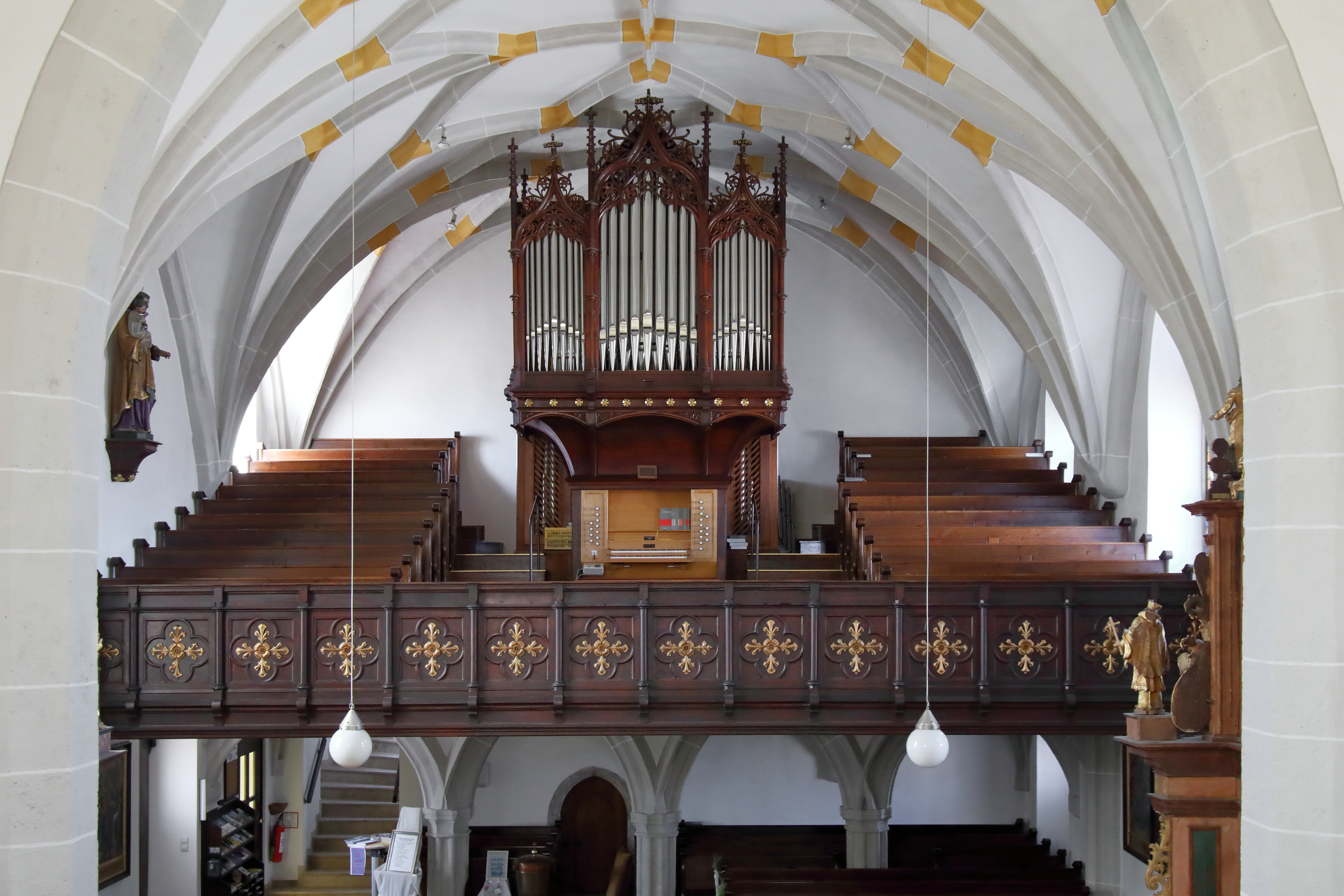
Orgelempore; errichtet 1847

Die Kirche ist ein spätgotischer Bau mit einem Westturm mit einem neugotischen Spitzhelm. Eine Vorhalle mit einem Netzrippengewölbe schützt das profilierte, spätgotische Südportal.
Kircheninneres
Das einschiffige Langhaus ist dreijochig, ebenfalls mit Netzrippengewölbe. Der dreijochig Chor, ebenfalls mit einem Netzrippengewölbe, ist etwas abgesetzt. Er endet mit einem 5/8 Schluss. Die vierachsige Empore an der Westseite wird von einem Netzrippengewölbe getragen. Sie wird teilweise durch einen barocken Vorbau verdeckt. Eine spätgotische Sakristeitür führt in die Sakristei mit einem spätbarocken Netzrippengewölbe.

## Ausstattung
Der reich gestaltete Hochaltar entstand 1723. Das Altarbild stammt von Carl Strasser aus dem Jahr 1720. Die Seitenaltäre sind neobarock, die Kanzel neugotisch. Die Orgel aus 1991 im historischen Gehäuse wurde von Andreas Kaltenbrunner gebaut.